# Długoprzędka rudoczarna
Długoprzędka rudoczarna (Dolichothele rufoniger) – gatunek pająka z rodziny ptasznikowatych. Endemit Brazylii.

## Taksonomia
Gatunek ten opisany został po raz pierwszy w 2007 roku przez José P.L. Guadanucciego na łamach „Zootaxa” pod nazwą Oligoxystre rufoniger. Jako lokalizację typową wskazano stację ekologiczną Uruçuíma w brazylijskim stanie Piauí. Epitet gatunkowy oznacza po łacinie „rudoczarny”. W 2015 roku Sylvia Marlene Lucas i Rafael Prezzi Indicatti dokonali synonimizacji Oligoxystre z rodzajem Dolichothele, stąd obecna kombinacja.

## Morfologia
Ptasznik o ciele średnich rozmiarów, mocno obrośniętym szczecinkami. Holotypowy samiec ma ciało długości 19,9 mm przy karapaksie długości 8,1 mm i szerokości 7,1 mm, natomiast paratypowa samica ma ciało długości 32,4 mm przy karapaksie długości 11 mm i szerokości 9,5 mm. Karapaks jest rudy, o prostej bruździe tułowiowej. Oczy pary przednio-bocznej leżą bardziej z przodu niż pary przednio-środkowej, zaś oczy pary tylno-bocznej bardziej z tyłu niż pary tylno-środkowej. Odnóża mają rude krętarze i uda oraz ciemne rzepki, golenie, nadstopia i stopy. Ubarwienie opistosomy (odwłoka) jest ciemne. Genitalia samicy mają parę długich spermatek o małym, dozewnętrznie skierowanym płacie w części nasadowej i o wyodrębnionym płacie wierzchołkowym. Nogogłaszczki samca cechują się cymbium o płacie tylno-bocznym niewiele większym niż płat przednio-boczny oraz długim, cienkim i lekko w części odsiebnej zakrzywionym bulbusem. Poza tym samiec ma pierwszą parę odnóży z hakiem (ostrogą) na goleni i lekko zakrzywionym nadstopiem.

## Rozprzestrzenienie
Gatunek neotropikalny, południowoamerykański, endemiczny dla stanu Bahia w Brazylii. W paśmie górskim Espinhaço występuje sympatrycznie z długoprzędką jaskrawą i długoprzędką diamentową.